# Pokojská

Banksy: Sweep at Hoxton (2008) jako vyobrazení pokojské zametající nečistotu pod fiktivní závěs fasády.

Pokojská (přechýleně též pokojský) je osoba provádějící úklid v hotelích, na ubytovnách a v jiných ubytovacích zařízeních. Uklízí zejména pokoje hostů, v nichž také vyměňuje ložní prádlo a ručníky, doplňuje mýdlo a toaletní papír, vynáší odpadkové koše a stele postele, ale i chodby a jiné společné prostory. Tato profese nevyžaduje žádné specifické vzdělání a někdy je vykonávána jen na částečný pracovní úvazek.